# Last Knights
Last Knights is een online computerspel, dat zich afspeelt in middeleeuws Europa. Het doel van het spel is om door middel van oorlog gebied te veroveren, waarbij de speler hulp krijgt van zijn landgenoten.

## Gameplay
Last Knights is een op tekst gebaseerd spel. De speler is een officier in de tijd van de middeleeuwen. Door middel van training kan hij in rang stijgen, waardoor hij zijn leger weer kan uitbreiden.
Het spel is verdeeld in Ages. Bij het begin van een nieuwe Age wordt het spel weer in zijn beginfase gebracht: alle landen komen weer op hun plaatsen en de spelers beginnen op de laagste rang. Elke Age duurt ongeveer drie weken. Tussen het einde van de oude Age en het begin van de nieuwe Age zit één dag.

## Army
In de Army kan de speler een leger huren. Met dit leger kan hij trainen, en in tijd van oorlog kan hij in schermutselingen met andere spelers (PvP) deelnemen, en in veldslagen (SF's) meevechten. Spelers in de Army zijn op een bepaalde rang ook verkiesbaar als leider.